# دون لورنس
دون لورنس هو لاعب هوكي الجليد كندي، ولد في 27 يونيو 1957 في كامبريدج في كندا.

## وصلات خارجية
- دون لورنس على موقع دوري الهوكي الوطني (الإنجليزية)
- دون لورنس على موقع قاعة مشاهير الهوكي (لاعب أن.إتش.أل) (الإنجليزية)
- دون لورنس على موقع EliteProspects.com (الإنجليزية)
- دون لورنس على موقع HockeyDB.com (الإنجليزية)
- دون لورنس على موقع Hockey-Reference.com (الإنجليزية)